# Glaresis fritzi
Glaresis fritzi es una especie de coleóptero de la familia Glaresidae.

## Distribución geográfica
Habita en Argentina.